# باستيدا دي دوسي (بافيا)
باستيدا دي دوسي (بالإيطالية: Bastida de' Dossi)‏ هي بلدة تقع في مقاطعة بافيا بإقليم لومبارديا في شمال إيطاليا. تبلغ مساحة هذه المدينة 1.7 (كم²)، وترتفع عن سطح البحر 77 م، بلغ عدد سكانها 178 نسمة في عام 2010 حسب إحصاء المعهد الوطني للإحصاء.